# Elizabeth Cromwell (8e baronne Cromwell)
Elizabeth Cromwell, 8e baronne Cromwell (1674–1709) est une femme noble anglaise, fille unique de Vere Essex Cromwell, 4e comte d'Ardglass et de son épouse Catherine Hamilton.

## Titre
À la mort de son père en 1687, elle revendique le titre de baron Cromwell d'Oakham, bien que son comté et sa vicomte disparaissent. Elle est placée avec les pairs à l'enterrement de la reine Mary II et au couronnement de la reine Anne, mais sa demande semble avoir été une erreur.
Que son père ait ou non le droit de succéder à son père dépend de la création de la baronnie. Une baronnie par écrit descend à une fille unique, si un baron n'a pas de fils ; une baronnie par brevet suit la règle de filiation énoncée dans le brevet — normalement pour les héritiers masculins du bénéficiaire, ce qui exclurait les filles.
La baronnie de Cromwell a un brevet, accordé en 1540 à Gregory Cromwell, 1er baron Cromwell d'Oakham (et ses héritiers masculins), fils du ministre de Henry VIII, Thomas Cromwell, après la chute et l'exécution de son père. Mais l’antiquaire William Dugdale avait affirmé dans les années 1670 qu’il y avait également une assignation convoquant Gregory Cromwell en tant que baron Cromwell, datée du 28 avril 1539. Bien qu’il donne un texte du bref, le formulaire n’est pas standard et aucun procès-verbal n’est enregistré comme étant émis ce jour-là - le premier jour de la législature, et donc assez tard pour appeler les hommes à y assister; La conformation complète de la pairie, selon laquelle Dugdale aurait vu une référence à Lord Cromwell dans les travaux du Parlement, en aurait déduit que cela signifiait le fils — pas le père — et fournissait le mandat qu'il supposait exister,. Gregory Cromwell fut cependant élu l'un des Chevaliers du Comté de Kent en 1539 et fut convoqué au Parlement cette année-là pour siéger à la Chambre des communes.

## Mariage et descendance
Elle épouse, le 29 octobre 1704, Edward Southwell, secrétaire d’État irlandais, en 1703, un an après le décès de son père, Robert Southwell, leur fils Edward Southwell ne s’appelait pas lui-même baron Cromwell d’Oakham. Son petit-fils hérite de la baronnie beaucoup plus ancienne et distinguée de Clifford.
Elizabeth meurt de tuberculose le 31 mars 1709 et est enterrée à Henbury.